# Dr. Jekyll and Mr. Hyde (film 1913)
Dr. Jekyll and Mr. Hyde – amerykański krótkometrażowy film grozy z 1913 w reżyserii Herberta Brenona, oparty na noweli Doktor Jekyll i pan Hyde Roberta Louisa Stevensona.

## Obsada[2]
- King Baggot – dr Henry Jekyll / pan Hyde
- William Sorelle – Utterson
- Howard Crampton – dr Lanyon
- Jane Gail – Alice
- Herbert Brenon – rola nieokreślona
- Violet Horner – rola nieokreślona
- Matt B. Snyder – ojciec Alice